# Kölner Kartause

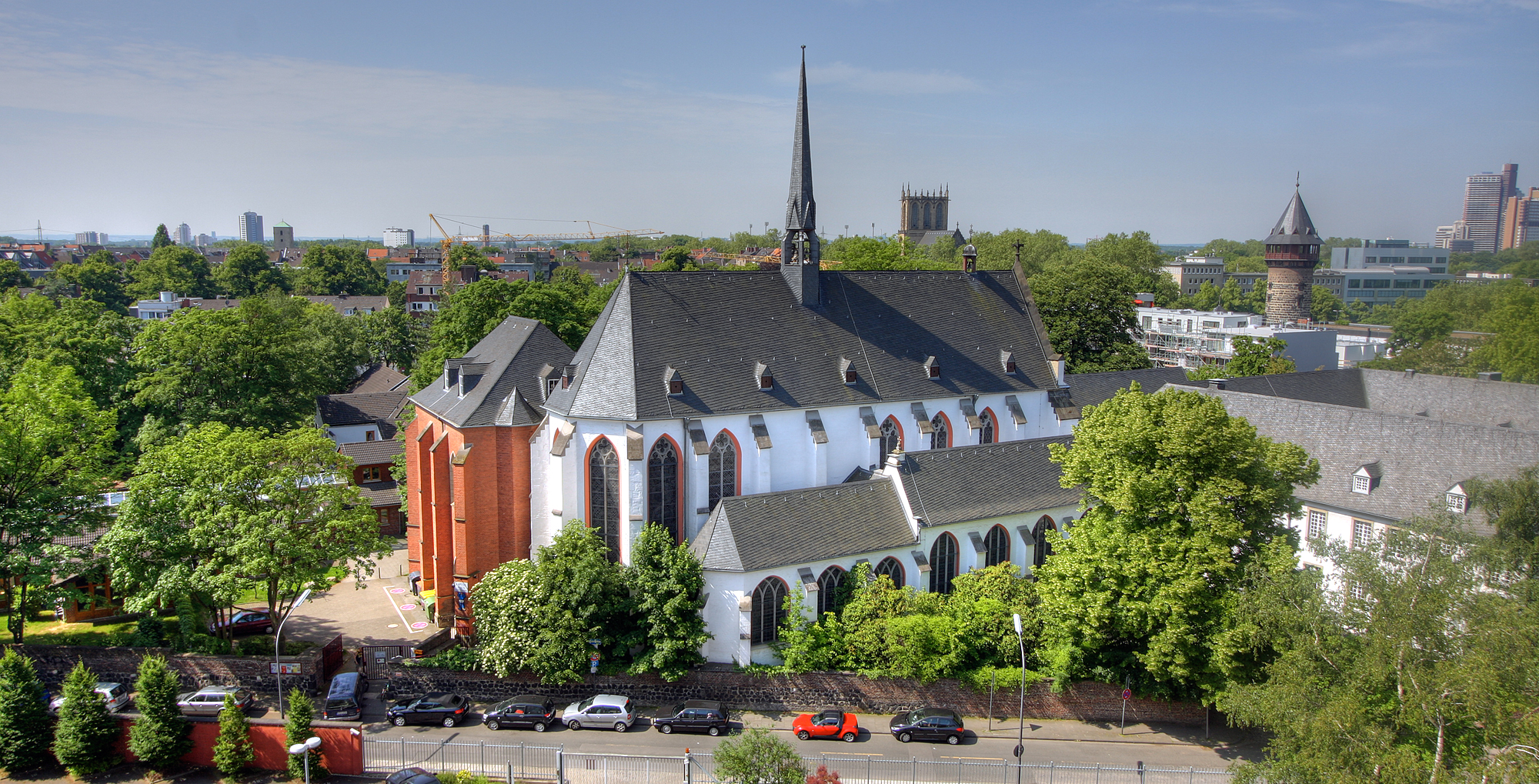
Überblick über das ehemalige Kartausengelände mit Kartäuserkirche. Am rechten Bildrand die neueren Brüdergebäude, schräg links hinter der Kirche (rot) der Kapitelsaal. Vor der Kirche von links die Sakristei, die Marien- und die Engelkapelle. Im hinteren Grundstücksbereich lag der große Kreuzgang. Ganz hinten rechts kennzeichnet der runde Turm der Ulrepforte den Verlauf des Kartäuserwalls, der das Kartausengelände nach Süden begrenzte.

Die Kölner Kartause war eine Niederlassung des Kartäuserordens im Kölner Severinsviertel in Köln. Gestiftet im Jahr 1334, entwickelte sie sich im Laufe der Jahrhunderte zur größten deutschen Kartause und einem der angesehensten Klöster ihres Ordens, bis sie 1794 beim Einmarsch der französischen Truppen nach Köln zwangsweise aufgelöst wurde. Der erhaltene und teilweise rekonstruierte Gebäudekomplex liegt im Stadtteil Altstadt-Süd; die Kartäuserkirche gehört seit 1928 der Evangelischen Gemeinde Köln.

## Geschichte der Kölner Kartause

### Vorgeschichte und Gründung

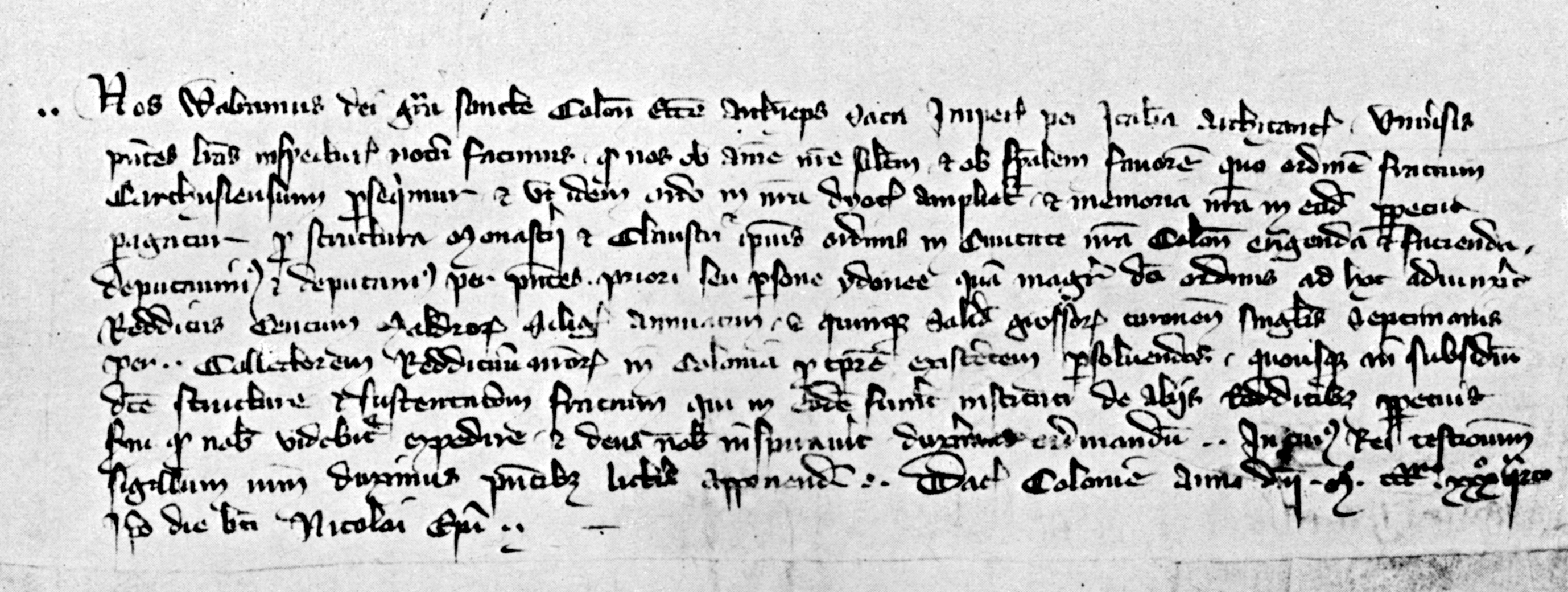
Stiftungsurkunde vom 6. Dezember 1334 (ohne Siegel abgebildet)

Vor Gründung der Kölner Kartause gab es europaweit bereits 113 Kartausen, darunter 30 in Deutschland, jedoch keine im Erzbistum Köln. Walram von Jülich, der 1332 Erzbischof von Köln wurde, hatte das Wirken der Kartäuser bereits vor seiner Amtsübernahme in Frankreich kennen- und schätzengelernt. In den nahegelegenen Bistümern Mainz und Trier waren bereits seit 1312 bzw. 1321/1322 Kartausen gegründet worden, überdies war der Ordensgründer Bruno in Köln geboren. Die Gründung fiel in eine Epoche mystischer Frömmigkeit, die den Kartäuserorden generell eine Blütezeit bescherte und in der Kartäusermönche zunehmend auch in städtischen Milieus siedelten, ohne ihr abgeschiedenes Leben aufzugeben.
Am 6. Dezember 1334 stellte Erzbischof Walram die Stiftungsurkunde für die Kölner Kartause aus, in der es hieß:
„Wir, Walram, durch Gottes Gnade Erzbischof der heiligen Kirche von Köln und Erzkanzler des heiligen Reiches für Italien, tun allen, die diese Urkunde lesen, kund, daß wir zum Heile unserer Seele und um der besonderen Gunst willen, mit der wir dem Kartäuserorden zugetan sind, folgende Anordnung getroffen haben, damit dieser Orden in unserer Diözese wachse und in diesem Orden immerfort unser gedacht werde: Für den Bau der Klosterkirche und eines Klosters dieses Ordens in unserer Stadt Köln weisen wir hiermit dem Prior […] die Einkünfte von 100 Maltern Weizen jährlich zu […] Gegeben in Köln, im Jahre 1334, am Tag des hl. Bischofs Nikolaus.“
Seit 1389 ist als Ort für die Kartause das „Sencte Mertinsvelt“ im südlichen Kölner Severinsviertel überliefert. Diese Entscheidung soll Erzbischof Walram der Legende nach vom Heiligen Martin selbst im Traum eingegeben worden sein. Auf dem Grundstück gab es bereits seit etwa Anfang des 13. Jahrhunderts eine kleine, der Heiligen Barbara geweihte Kapelle, die nun mit zusätzlicher finanzieller Unterstützung durch die Kölner Patrizierfamilien Scherffgin und Lyskirchen renoviert wurde. Die Familien Lyskirchen und Overstolz stifteten außerdem zusätzliches Ackerland, so dass die materiellen Voraussetzungen für die Aufnahme des Ordensbetriebs geschaffen waren.
Bis ins 16. Jahrhundert hinein war dies die letzte Klostergründung in Köln.

### Schwierige wirtschaftliche Entwicklung in den ersten Jahren
Anfang Februar 1335 zogen die ersten sechs Kartäusermönche und ihr Leiter („Rektor“) Johannes von Echternach von Mainz nach Köln um. Das Patronat der Heiligen Barbara übernahmen die Mönche von der vorhandenen Kapelle, übergaben die vorhandenen Reliquien einige Jahrzehnte später jedoch an die benachbarten Minoriten.
Aufgabe der ersten Mönche war die Errichtung der notwendigsten Gebäude für den Unterhalt der neuen Kartause. Durch die Unterstützung weiterer Spenden und Stiftungen war man 1338 so weit, dass die Kartause offiziell dem Orden inkorporiert werden konnte. Johannes von Echternach wurde auf dem Generalkapitel im selben Jahr durch Heinrich Sternenberg als ersten Prior abgelöst. Der erste selbstgewählte Prior der Kölner Kartäuser war Stephan von Koblenz.
Wirtschaftlich stand die Kartause zunächst auf schwachem Fundament. Bischof Walram hatte mehr versprochen, als er in den Folgejahren für die Kartause halten konnte. Kriegerische Auseinandersetzungen belasteten sein Budget, daher waren die Mönche auf weitere Stiftungen von wohlhabenden Kölnern angewiesen. Die einzelnen Stiftungen und die daraus für die Kartause erwachsenden Verpflichtungen wurden in „Wohltäterbüchern“ dokumentiert, die bis in die jüngste Gegenwart im Historischen Archiv der Stadt Köln erhalten waren.
Jahrelange erbitterte Auseinandersetzungen um Pfründen gab es außerdem mit dem benachbarten Stift St. Severin, dessen Einnahmen durch die neue Kartause beeinträchtigt wurden. Zahlreiche Details über die Verträge mit St. Severin sind überliefert und geben Aufschluss über die materiellen Zwänge der Kartause:
„5. werden die jährlichen Beerdigungen von Fremden innerhalb der Klostermauern auf zwei, höchstens drei festgesetzt. Von Geschenken oder Vermächtnissen, die sich auf bewegliche Güter beziehen, die dem Kloster infolge einer Beerdigung zufallen, soll der Thesaurar von St. Severin den dritten Teil erhalten.“
Als 1349 Bischof Walram starb, wurde die Situation noch einmal prekär; die nächsten Jahre brachten jedoch höheres Ansehen und damit wohlhabende Novizen in die Kartause, durch die das Vermögen des Klosters anstieg, aber auch Wohn- und Kirchenraum knapp wurde. Der daraufhin erstellte Bauplan für die Erweiterung der Kartause und den Bau der Kirche behielt bis ins 16. Jahrhundert seine Gültigkeit. Seit 1354 sind Stiftungen für den Bau einer neuen Kirche dokumentiert, 1354 hatte Kaiser Karl IV. auch Zollfreiheit auf Baustoffe gewährt, was auf einen Baubeginn etwa in diesen Jahren hindeutet. Die Erbschaft des Kanonikers Johannes von Brandenburg, der den Mönchen 1365 ein angrenzendes, bebautes Grundstück vermachte, schuf Platz für ein neues Kapitelhaus mit Bibliothek und für den weiteren Ausbau der Kirche.
Zu Beginn des 15. Jahrhunderts war die anfängliche Krise endgültig überwunden. Weder das abendländische Schisma noch die Pest hatten die Kartause wesentlich erschüttert; 1393 wurde die neue Kartäuserkirche geweiht, die bis heute in Grundformen erhalten ist, und St. Barbara erlebte einen Aufschwung, der sie zu einem der reichsten Klöster in Köln werden ließ.

### Ausbau und Blütezeit
Neubau und Weihe der Kartäuserkirche erfolgte während der Amtszeit des Priors Hermann von Deventer. Nach der Weihe werden ungewöhnlich viele Altäre in der Klosterkirche errichtet und diese glanzvoll ausgestattet, was für eine Kartäuserkirche recht ungewöhnlich war, da ihr normalerweise nur ein Altar erlaubt war. Eine Erklärung hierfür ist die hohe Zahl von Priestermönchen, die verpflichtet waren, täglich die Messe zu lesen.
Neben weiteren Ausbauten an der Kartäuserkirche, darunter die Engels- und die Marienkapelle, wurde nach dem erstellten Plan – stets gestützt durch Stiftungen – weiter an den Klostergebäuden gearbeitet. Es wird vermutet, dass die ersten bescheidenen Zellen und Gebäude noch aus Holz und Fachwerk errichtet waren, die erst jetzt nach und nach durch Refektorium, Kreuzgang und 25 Zellen aus Mauersteinen ersetzt wurden.
Einen Tätigkeitsschwerpunkt der in strenger Kontemplation lebenden Mönche bildete die Arbeit an Büchern und Handschriften. Durch Bücherstiftungen und den Eintritt wohlhabender und gebildeter Männer in die Kartause, die ganze Bibliotheken mit einbrachten, besaß St. Barbara gegen Mitte des 15. Jahrhunderts eine der umfangreichsten Handschriftensammlungen des mittelalterlichen Köln. Jede Zelle war mit einem Arbeitsplatz ausgestattet, an dem der Mönch Schriften kopieren konnte – anders als in anderen Klosterbibliotheken mussten die Kopisten nicht direkt in der Bibliothek arbeiten, sondern durften die Vorlagen mit in ihre Zelle nehmen.
Auch innerhalb des Gesamtordens müssen die Kölner Kartäuser in dieser Epoche an Ansehen gewonnen haben, denn ihr Prior Roland von Luysteringen wurde als Vertreter des Ordens zum Konzil von Konstanz entsandt. Papst Martin V. befreite die Kölner Kartause im Jahr 1425 von der erzbischöflichen Jurisdiktion, so dass St. Barbara seitdem direkt dem Papst unterstellt war.
Das aufstrebende Klosterleben fand eine jähe Unterbrechung, als ein verheerender Brand am 6. November 1451 Kapitelhaus und Kapitelsaal sowie anliegende Gebäude vollständig zerstörte, mit ihnen die gesamte Bibliothek – mit Ausnahme der Schriften, die sich gerade zur Bearbeitung in den Mönchszellen befanden.

### Wiederherstellung und weitere Stiftungen
Durch großzügige Stiftungen an die Kartause – hier wird vornehmlich der Rektor der Kölner Universität, Peter Rinck genannt – konnte das Kapitelhaus und die Bibliothek innerhalb von zwei Jahren wiederaufgebaut werden. Wesentlich länger dauerte es, bis sich St. Barbara von dem finanziellen und ideellen Verlust der Bücher und Handschriften erholt hatte. Allerdings ging man sehr zielgerichtet daran, die verlorenen Schätze wiederzubeschaffen. Neue Handschriften wurden erworben oder geliehen und von eigenen Kopisten oder sogar Lohnschreibern abgeschrieben. Der Prior Hermann von Appeldorn (1457–1472) gilt als treibende Kraft in dieser Zeit des Wiederaufbaus; bei seinem Tod wird er wegen seines wirtschaftlichen Geschicks als „reformator et recuperator huius domus“ gewürdigt. Während seines Priorats wurde nicht nur ein Großteil der Bibliothek erneuert, sondern auch ein neues Pförtnerhaus errichtet und durch Meister Christoph ein Bild für den Engelaltar der Kartäuserkirche gemalt. Von 1447 bis 1502 verfasste Werner Rolevinck in der Kölner Kartause eine weitverbreitete Universalgeschichte und eine Geschichte des alten Sachsens.

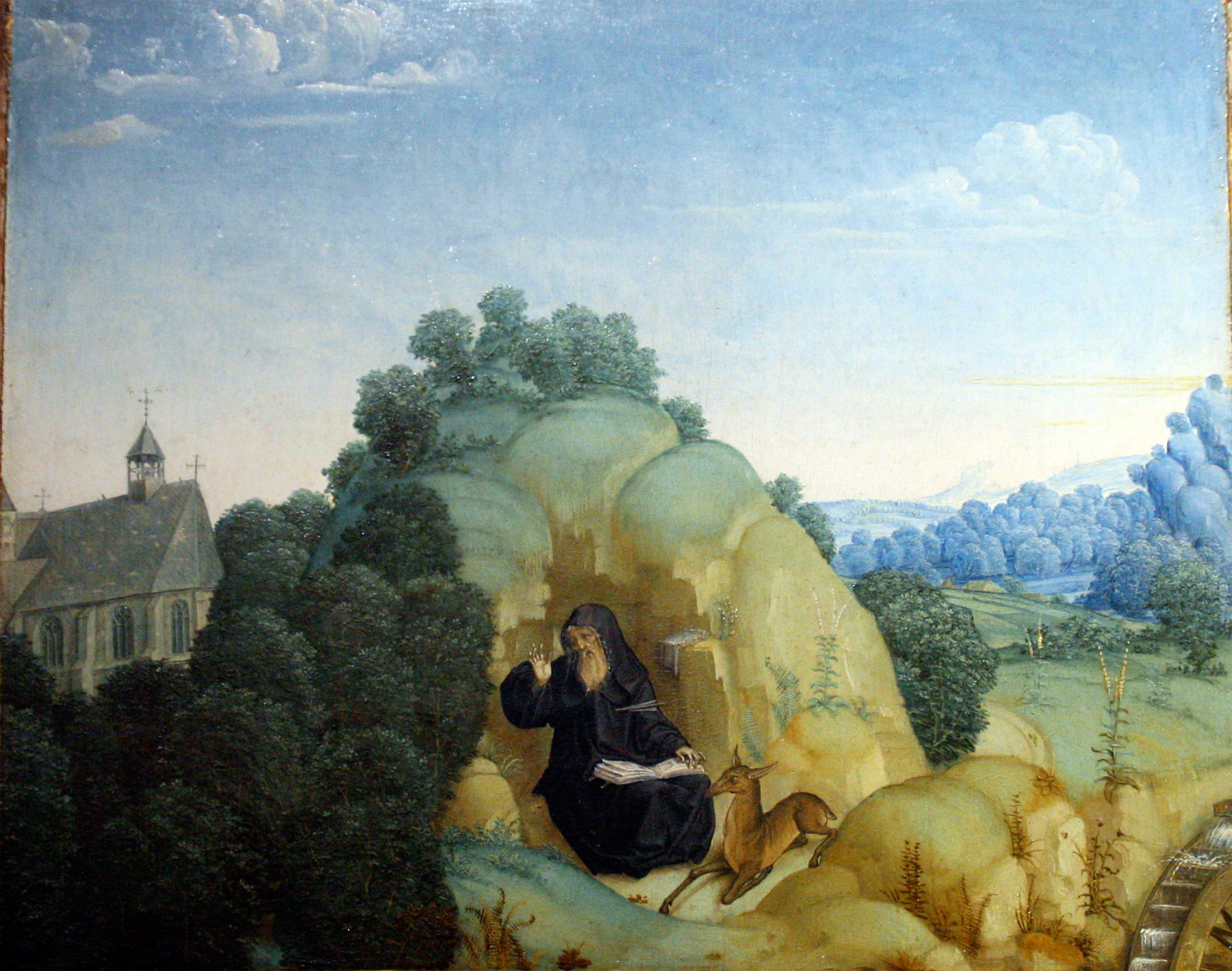
Auf einem der beiden Altartriptychen vom Meister des Bartholomäus-Altars ist die Kölner Kartäuserkirche abgebildet

Noch bevor es mit der Kartause wirtschaftlich wieder deutlich aufwärtsging, wurde der Prior Johannes Castoris von Papst Pius II. 1459 als Abt der Kölner Abtei St. Pantaleon eingesetzt, die hochverschuldet war. Mit dieser ungewöhnlichen Maßnahme eines Übertritts zu den Benediktinern sollte St. Pantaleon reformiert und auf den „rechten Weg“ zurückgeführt werden, ein Zeugnis des hohen Ansehens und Vertrauens, das die Kartause durch ihre konsequent eingehaltene Ordensdisziplin und Lebensweise auch innerkirchlich genoss.
Die Nachfolger der Priore Appeldorn und Castoris folgten dem eingeschlagenen Weg und brachten die Kartause weiter voran – unter Johann von Bonn (1476–1507) ist nochmals eine signifikante Bautätigkeit, besonders in den Laienbereichen wie Küche und Vorratskammern, aber auch bei der Ausschmückung der Kirche zu verzeichnen. Bis zum Ende des 15. Jahrhunderts war die Bibliothek der Kartause wieder auf 500 Bände angewachsen und die Kartäuserkirche besaß zwei neue Triptychen vom Meister des Bartholomäus-Altars, die als Meisterwerke der europäischen Malerei gelten und heute im Wallraf-Richartz-Museum ausgestellt sind.

### Zeitalter der Reformation

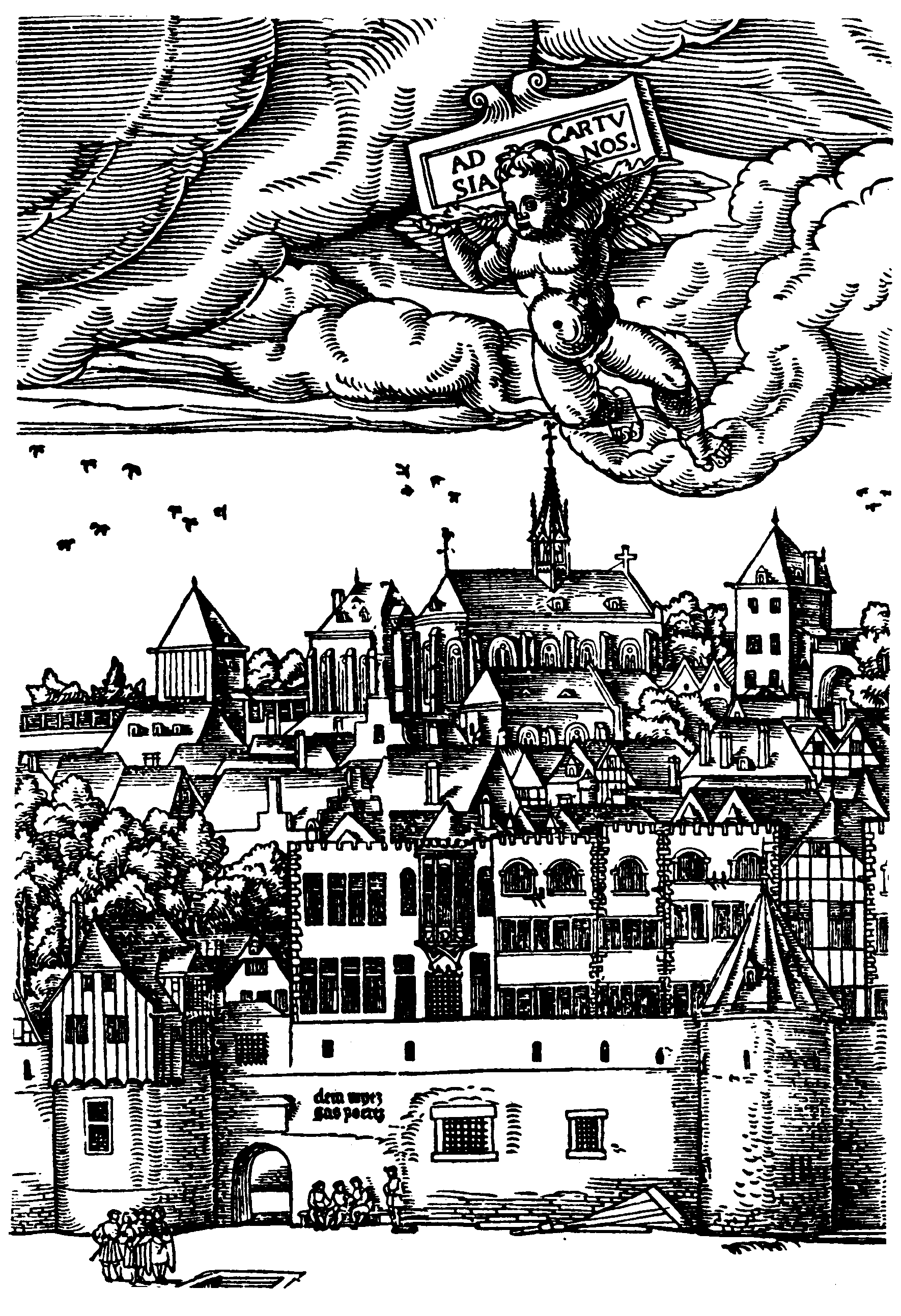
Die Kartause 1531 im Kölner Stadtpanorama von Anton Woensam

Schon zu Beginn des 16. Jahrhunderts gab es sowohl eine Druckerei als auch eine Buchbinderei in der Kartause. 1511 wurde die Sakristei fertiggestellt, vermutlich 1537 der große Kreuzgang und ein Friedhofskreuz. Damit war die bauliche Entwicklung der Anlage vorerst abgeschlossen.
Prägend für die erste Hälfte des 16. Jahrhunderts und die beginnende Reformationszeit war das Priorat des Niederländers Peter Blommeveen, der bereits 1489 nach seinem Studium an der Kölner Universität in die Kölner Kartause eingetreten war und ihr seit 1507 vorstand. Während seiner Amtszeit wurde der Ordensgründer Bruno heiliggesprochen und die Kölner Kartause erhielt, wie andere Kartausen auch, einige seiner 1502 wiederaufgefundenen Reliquien. Aegidius Gelenius verzeichnet in seinem 1645 erschienenen Verzeichnis des Kirchenschatzes der Kartause neben zahlreichen anderen Reliquien „zwei Teile des Schädels des heiligen Bruno“.
Unter Blommeveen errichtete man einen kleinen Anbau zum Kartäuserwall hin, um auch Frauen, denen das Betreten des Klosters streng verboten war, zu ermöglichen, den Rat des Priors als Seelsorgers einzuholen.

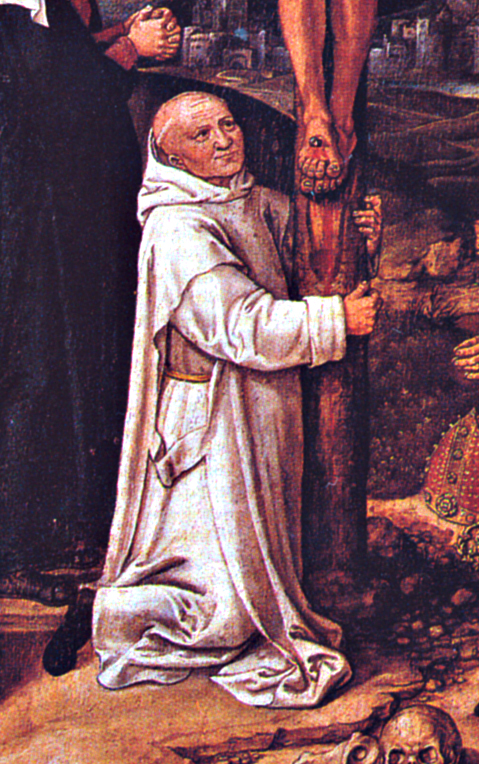
Peter Blommeveen, Prior von 1507 bis 1536, auf einem Andachtsbild von Anton Woensam

Als die nach 1517 einsetzende Reformation ein Zeitalter des Umbruchs und der Unruhen heraufführte, traten auch aus Kartäuserklöstern viele Mönche aus. Während sich eine einzige Kartause – in Nürnberg – vollständig auflöste, blieb die Kölner Kartause ihren strengen Grundsätzen treu; Blommeveen veröffentlichte eigene Schriften zur Verteidigung des katholischen Glaubens und gab die Schriften seines Ordensbruders Dionysius van Leeuw heraus, der eigene Ansätze zur Kirchenreform entwickelt hatte. So setzten die Kartäuser – da sie wegen ihres Schweigegelübdes nicht als Prediger auftraten – der Reformation schriftlich katholische Glaubensinhalte entgegen.
Blommeveens Nachfolger Gerhard Kalckbrenner unterstützte den Jesuitenorden bei seiner ersten Ansiedlung in Deutschland und sorgte dafür, dass auch die bekannte Begine und Mystikerin Maria von Oisterwijk, mit der er freundschaftlich verbunden war, sich in Köln ansiedeln konnte und ihre Werke gedruckt wurden. Ebenso gab der Kölner Kartäuser Johannes Justus von Landsberg Werke der Mystikerin Gertrud von Helfta heraus. Eng verbunden mit den Kartäusern war um jene Zeit der Jesuitenprediger Petrus Canisius. Er bewog den Hagiographen Laurentius Surius, sich dem Orden anzuschließen.

### Die Jahrhunderte bis zur Säkularisation

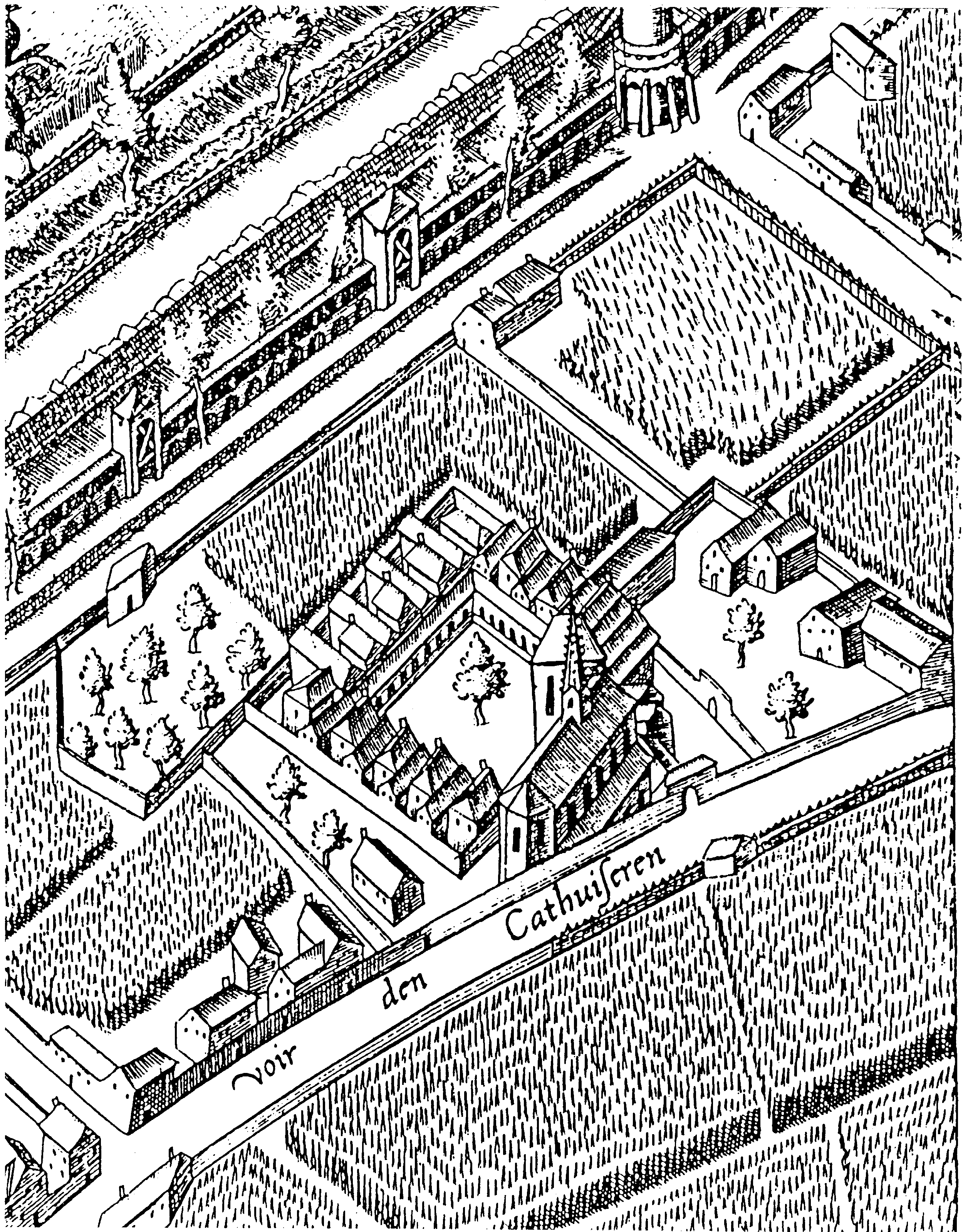
Die Kartause auf dem Mercatorplan von 1571

Im 16. und 17. Jahrhunderts beschränkte sich die Bautätigkeit der Kartause auf Restaurierungen und die Ausschmückung der Kirchenräume. Johannes Reckschenkel aus Trier, der 1580 Prior wurde, schuf neben eigenen Schriften auch einige Gemälde in der Sakristei und sorgte für bessere hygienische Verhältnisse in den Mönchszellen. Trotz zurückgehender Stiftungen war die Kölner Kartause um 1630 mit 23 Brüdern die größte Niederlassung ihres Ordens in Deutschland und es entstanden neue Altäre, Fenster sowie ein Chorgestühl für die neue, barocke Innenausstattung der Kirche. Einige Dächer wurden erneuert, baufällige Wohnzellen ersetzt und um 1740 noch einmal ein größeres, dreiflügliges Brüdergebäude zur Straße hin errichtet.
Die Bibliothek der Kartause war um 1600 zu einer der größten und besten Bibliotheken von ganz Köln angewachsen; ein Standortkatalog von 1695 verzeichnet 6.600 Bände, im 18. Jahrhundert zählte man fast 8.000 Bände. Schon im 18. Jahrhundert gab es durch Verkäufe von Handschriften einen Schwund im Bestand, das endgültige Ende der Bibliothek und der ganzen Kartause wurde jedoch am 6. Oktober 1794 eingeläutet, als die französischen Truppen Köln besetzten.
Wenige Wochen nach dem Einmarsch, am 23. Oktober, erhielt Prior Martin Firmenich den Befehl, die Kartause sei innerhalb von 24 Stunden zu räumen, da sie als Militärlazarett dienen sollte. Man versuchte vergeblich, die wertvollsten Stücke des Kirchenschatzes zu retten, aber Plünderungen, Notverkäufe und Zerstörungen sorgten dafür, dass bis auf das frühzeitig ausgelagerte Archiv Bücher und Kunstgegenstände zerstreut wurden.
Von 1794 bis zur endgültigen Auflösung aller Klöster und Stifte im Rahmen der Säkularisation im Jahre 1802, lebten die Kartäusermönche in einer Notunterkunft in der heutigen Martinstraße 19–21, die ihnen der Kölner Bürgermeister Johann Jakob von Wittgenstein zur Verfügung gestellt hatte. Danach suchten sich einige eine Pfarrstelle oder versuchten anderweitig, ihren Lebensunterhalt zu verdienen.

### Nutzung der Kartause durch die preußische Verwaltung

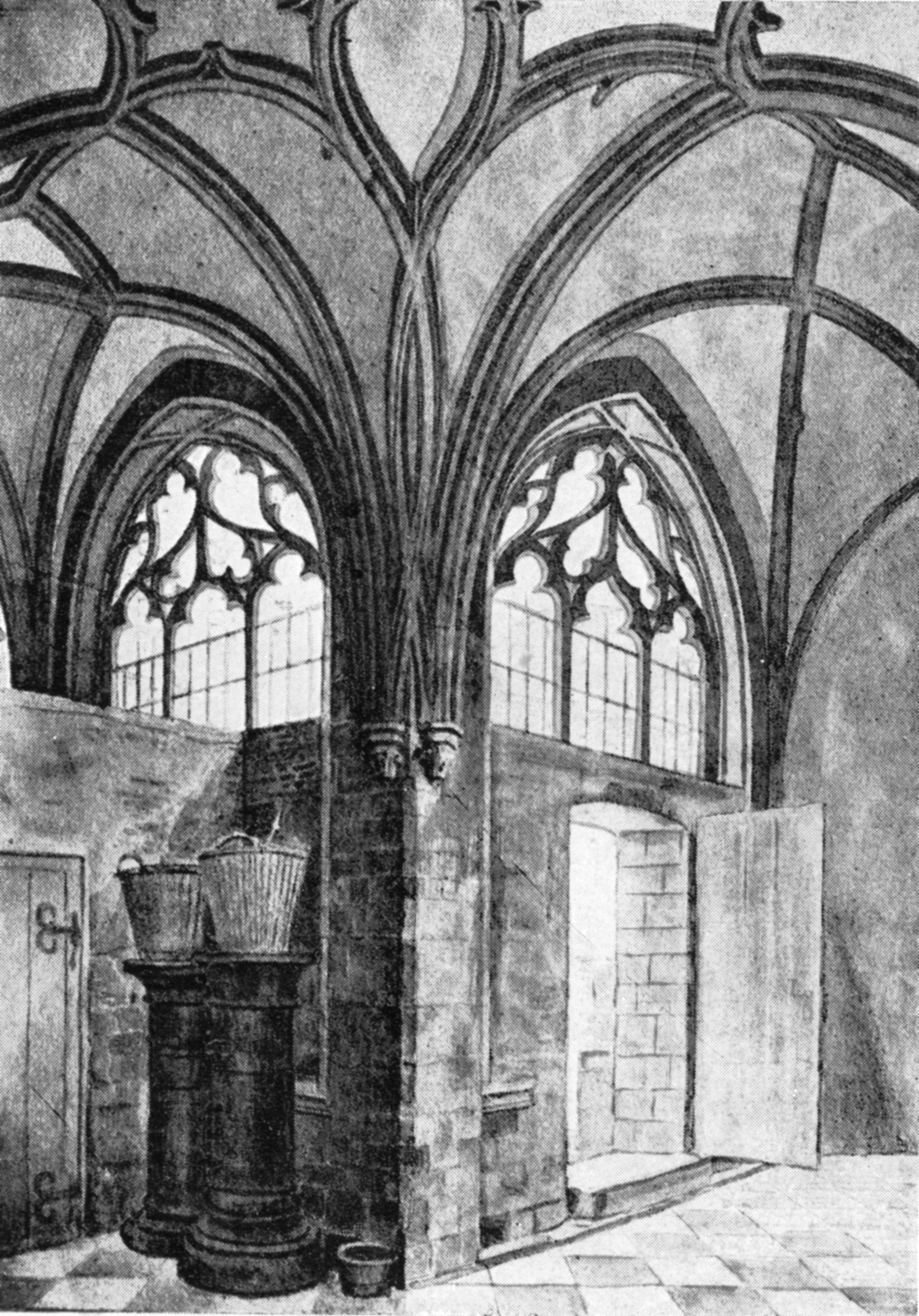
Winkel des großen Kreuzgangs um 1840, Zeichnung von Johann-Peter Weyer

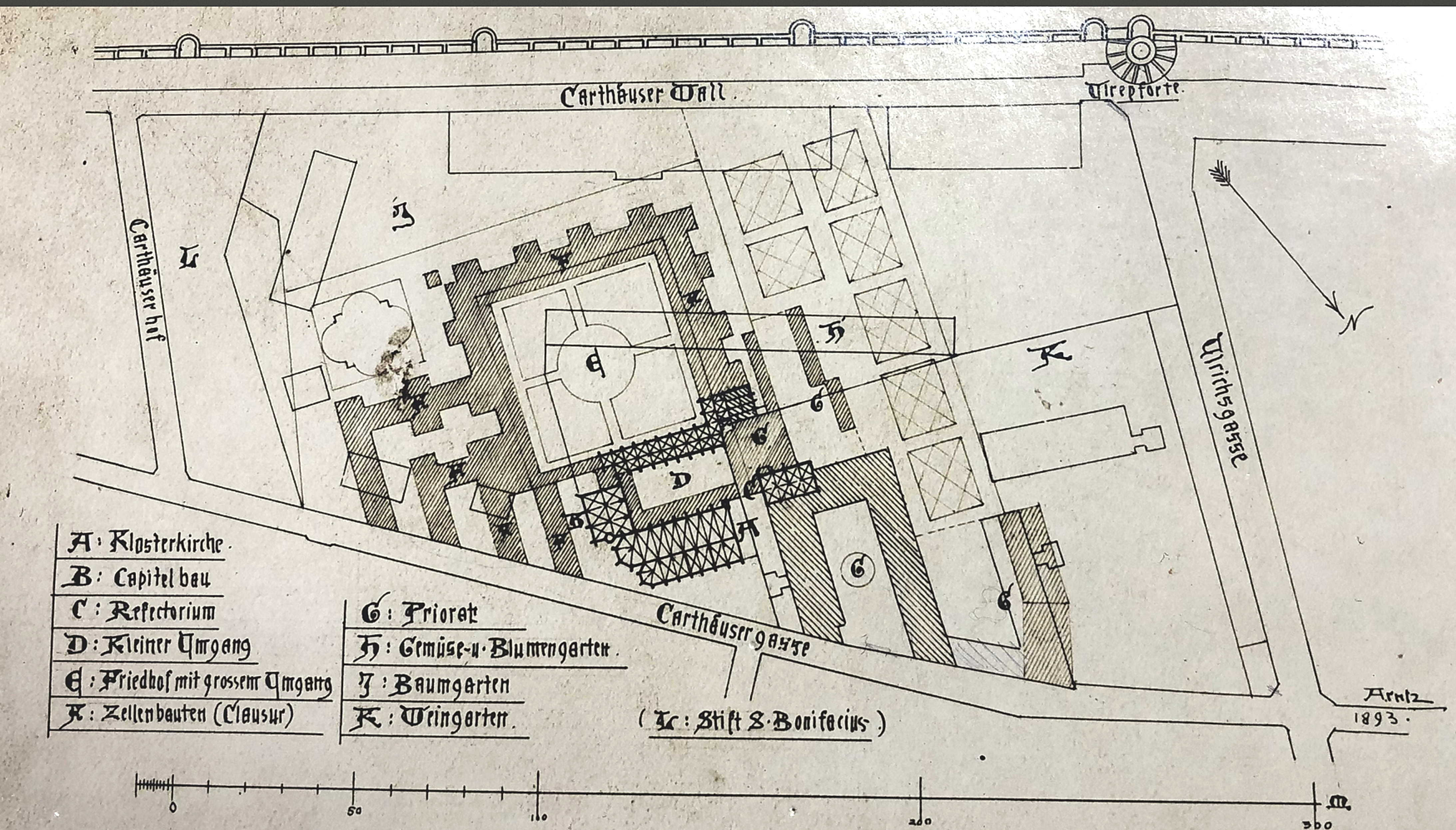
Lageplan der Gesamtanlage an der „Carthäusergasse“ (1893)

Anders als andere Klöster blieben die Gebäude der Kartause durch seine Umnutzung als Lazarett auch über die Jahre der Säkularisation hinweg zunächst erhalten. 1810 gingen sie per Dekret in den Besitz der Stadt Köln über, die sie jedoch bereits 1816/17 im Tausch gegen andere Grundstücke an den preußischen Militärfiskus abtrat. Erst ab dieser Zeit begannen die erheblichen Zerstörungen. Das Brudergebäude diente erneut als Lazarett, die Reste des Kreuzganges als Waschküche, Kirche und Kapitelhaus als Artilleriedepot, Pferdestall und Remise. 1827 blieben vom Großen Kreuzgang noch zwölf Joche, alles andere wurde abgetragen. Altäre und Lettner verschwanden, Fenster wurden zugemauert und nach Bedarf neu ins Mauerwerk gebrochen. Trümmer wurden in Brunnenschächte geworfen und Bruchsteine von Grabkammern und Grüften zum Zumauern der Kirchenfenster verwendet. Nicht nur die religiöse, auch die architektonische und kunsthistorische Bedeutung der Kartause und vor allem der Kartäuserkirche verloren sich bis zum Ende des 19. Jahrhunderts vollständig aus dem öffentlichen Bewusstsein.
Erst 1894 machte Dombaumeister Ludwig Arntz in einem Aufsatz in der Zeitschrift für christliche Kunst auf Bestand und Zustand der Anlage aufmerksam. Dennoch änderte sich die Situation auch nach dem Ersten Weltkrieg zunächst kaum, als die Gebäude aus preußischem Besitz in die Reichsvermögensverwaltung übergingen: Wieder wurden verwundete Soldaten einquartiert, Teile der Gebäude standen leer.

### Die Kartäuserkirche wird evangelische Kirche

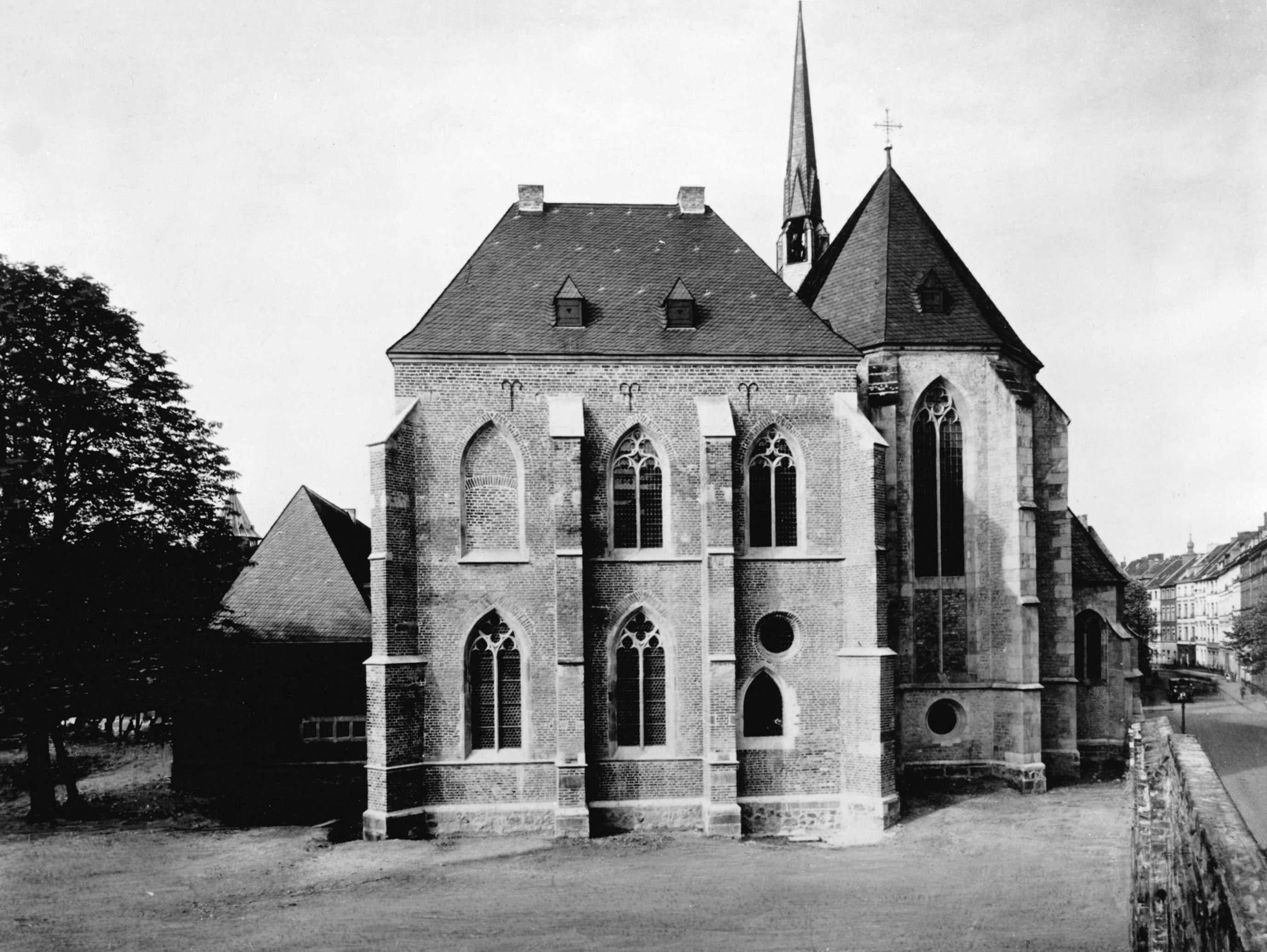
Kapitelhaus und Kartäuserkirche vor der Zerstörung im März 1945

Nach dem Ersten Weltkrieg war die Nutzung der Kartause als Lazarett beendet und es begann eine Diskussion über die Weiternutzung. Zeitgleich gab es einen Streit über die Weiternutzung der romanischen Kirche St. Pantaleon, die seit 1818 als preußische – evangelische – Garnisonskirche und damit auch den zivilen Kölner Protestanten als Kirche gedient hatte. Die Katholiken forderten sie nach dem Abzug der preußischen Garnison vom Kriegsministerium zurück und hatten 1921 durch einen Ministeriumserlass Erfolg. Als Entschädigung sollte die evangelische Gemeinde 200.000 Mark in Papiergeld erhalten. Da die Inflation gerade ihren Anfang nahm, wurde dies kaum als angemessene Kompensation angesehen. Der bereits 1919 durch Regierungspräsident Philipp Brugger gemachte Vorschlag, die ungenutzte Kartäuserkirche für die evangelische Gemeinde zu nutzen, wurde nun wieder aufgegriffen. Wegen der zunehmenden Inflation zogen sich die Umbauarbeiten in die Länge; die Wiederherstellung war 1928 abgeschlossen und die alte Kartäuserkirche wurde am 16. September desselben Jahres als evangelische Kirche geweiht. In das ehemalige Brüdergebäude zog das Finanzamt Köln-Süd ein.

### Zweiter Weltkrieg: Zerstörung und Wiederaufbau
In den ersten Jahren des Zweiten Weltkriegs blieb die Kartause zunächst weitestgehend von Luftangriffen verschont. Erst der letzte große Angriff am 2. März 1945 richtete weitreichende Zerstörungen an: Kirche, Kapitelhaus, Kreuzgänge und Priorat wurden mehrheitlich ruiniert, die Außenmauer zur Kartäusergasse hin verschwand völlig. Das neuere Brüdergebäude war ebenfalls verwüstet.

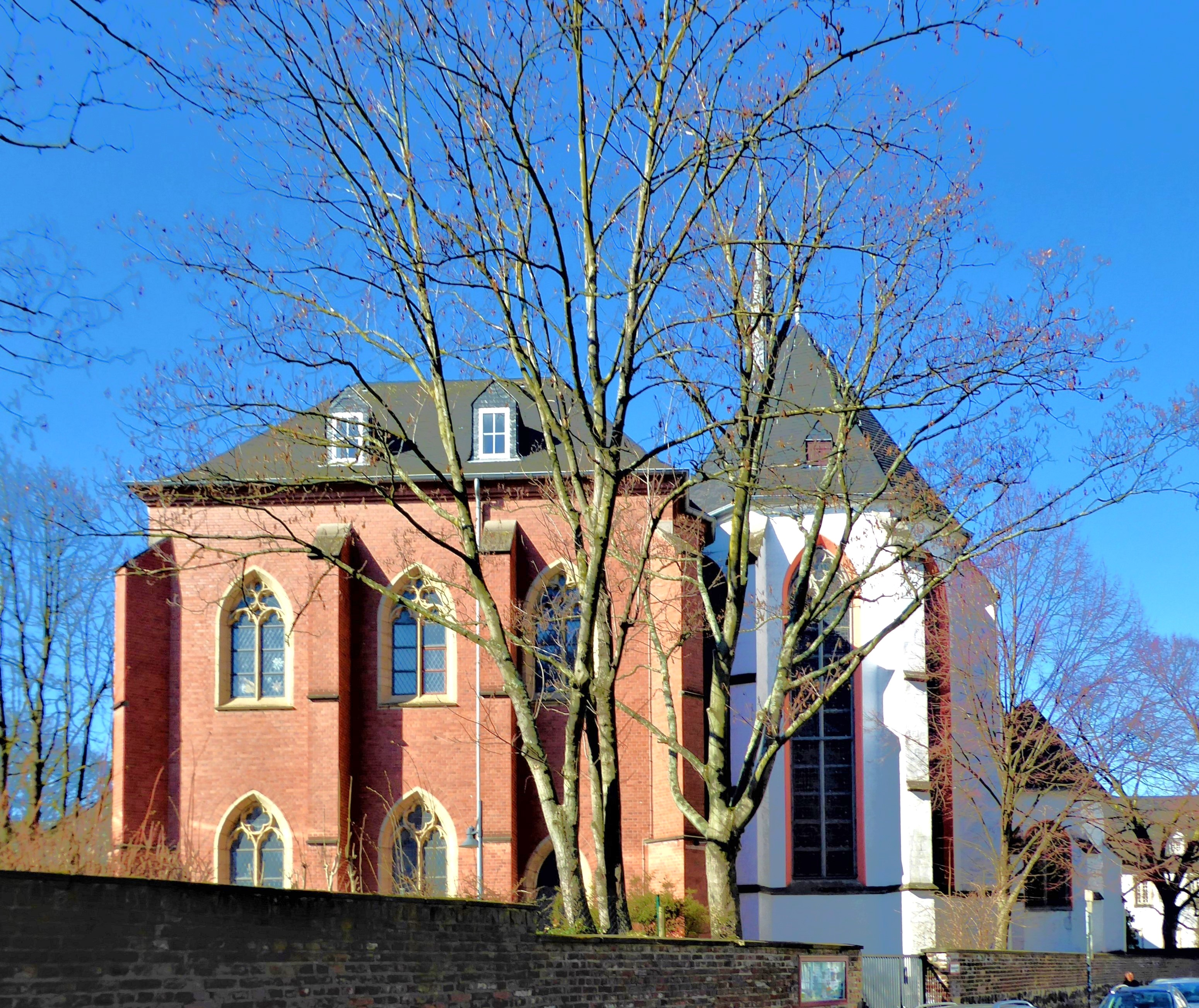
Wiederaufgebautes Kapitelhaus und Kirche (2021)

Notdürftig wurde in den stehengebliebenen Ruinen ein Gottesdienstraum hergerichtet – die evangelische Gemeinde hatte sich durch den Zuzug evangelischer Heimatvertriebener und Flüchtlinge vergrößert. Am 19. August 1945 feierte man den ersten Gottesdienst in der „Trümmerkirche“ und im Dezember darauf wurde ein neues Presbyterium gewählt. In Folge wurden die Kirche und Teile der Umgebung in drei Bauabschnitten bis 1953 wiederaufgebaut. Die zerstörte Außenwand zur Kartäusergasse hin wurde von Gemeindemitgliedern in Gemeinschaftsarbeit neu aufgemauert. Das vor dem Krieg als Finanzamt genutzte Brüdergebäude wurde nun vom evangelischen Stadtkirchenverband genutzt.
Bis 1955 wurden unter denkmalpflegerischen Gesichtspunkten Teile der beiden Kreuzgänge wiederhergestellt – ein vollständiger Wiederaufbau wäre finanziell nicht realisierbar gewesen. Ein Wiederaufbau des Kapitelhauses kam aus den gleichen Gründen zunächst nicht in Frage. Im Jahr 1979 beschloss die Gemeinde in Abstimmung mit dem Landeskonservator das Kapitelhaus auf Grund der noch vorhandene Ruinen und von Fotos wiederherzustellen um es für die Gemeindearbeit zu nutzen. Die Rekonstruktion des Äußeren, bei gleichzeitiger moderner Nutzung im Inneren in Verbindung mit dem Kreuzgang und dem Chor, oblag dem Kölner Architekten Karl-Lothar Dietzsch. Der Wiederaufbau der Kirche zog sich bis 1985 hin. Dabei erhielten Haupt- und Seitenschiff ein Fensterwerk von Charles Crodel und Bronzearbeiten vom befreundeten Gerhard Marcks.

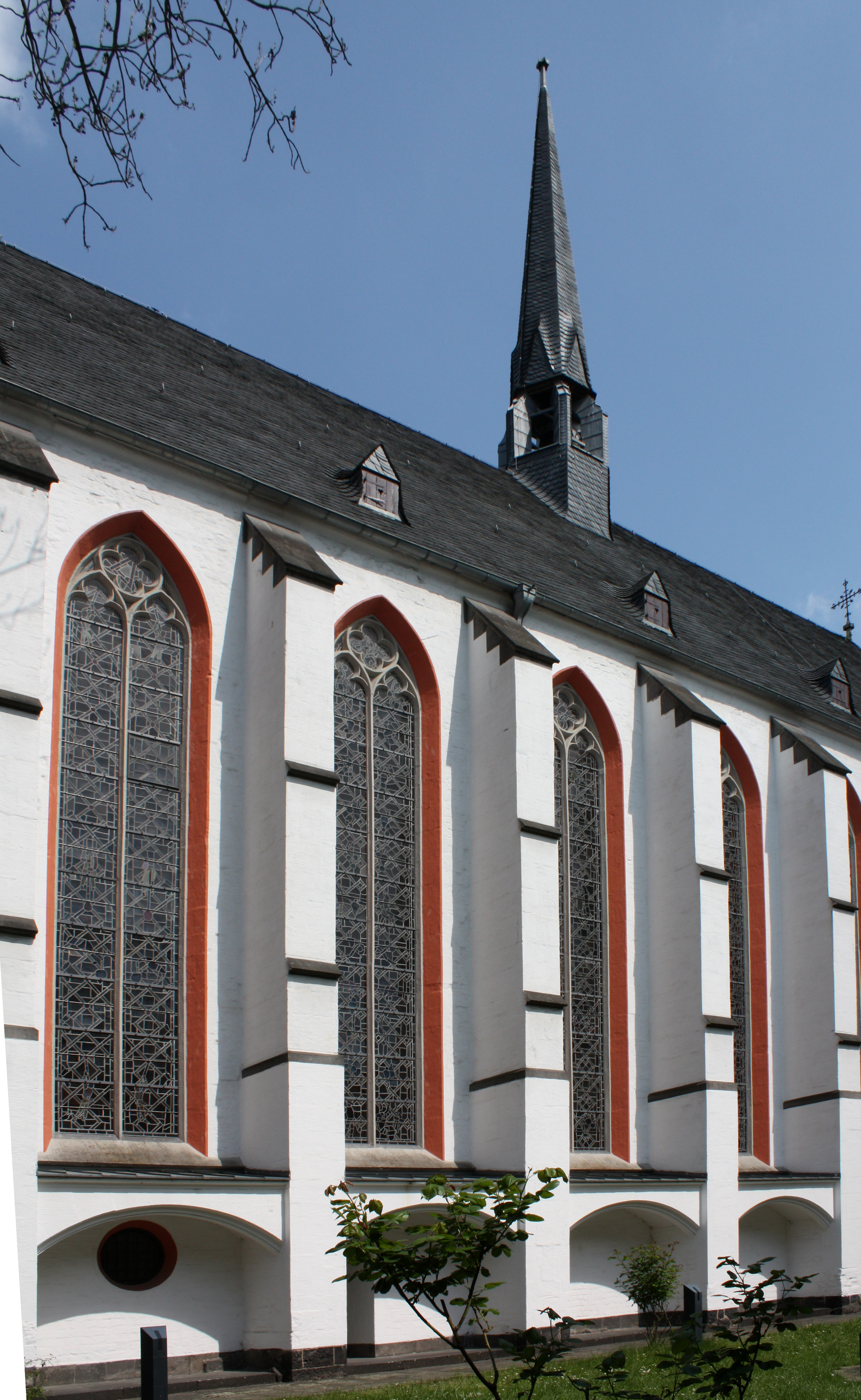
Westseite
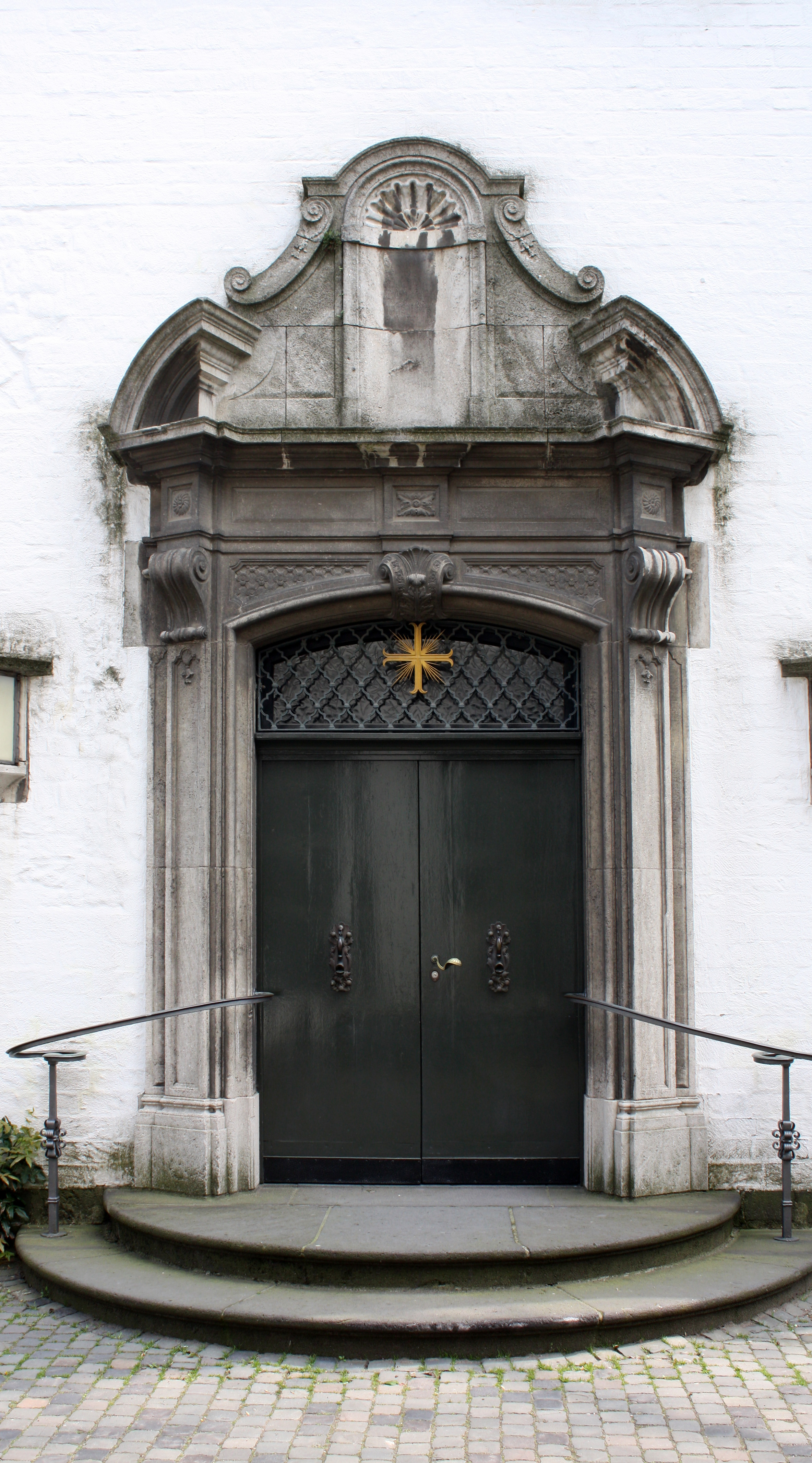
Hauptportal
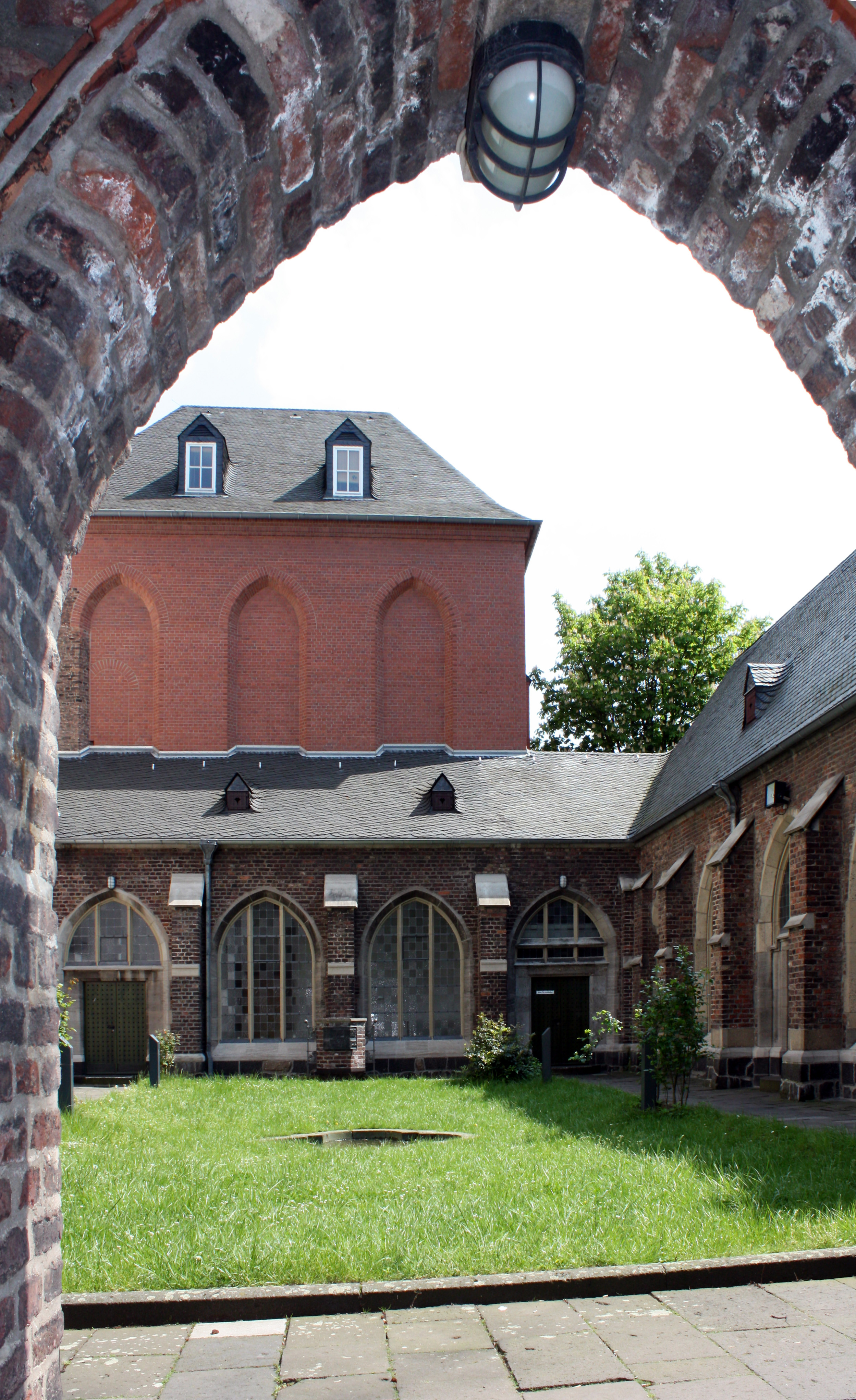
Klostergarten, Kreuzgang u. Kapitelhaus
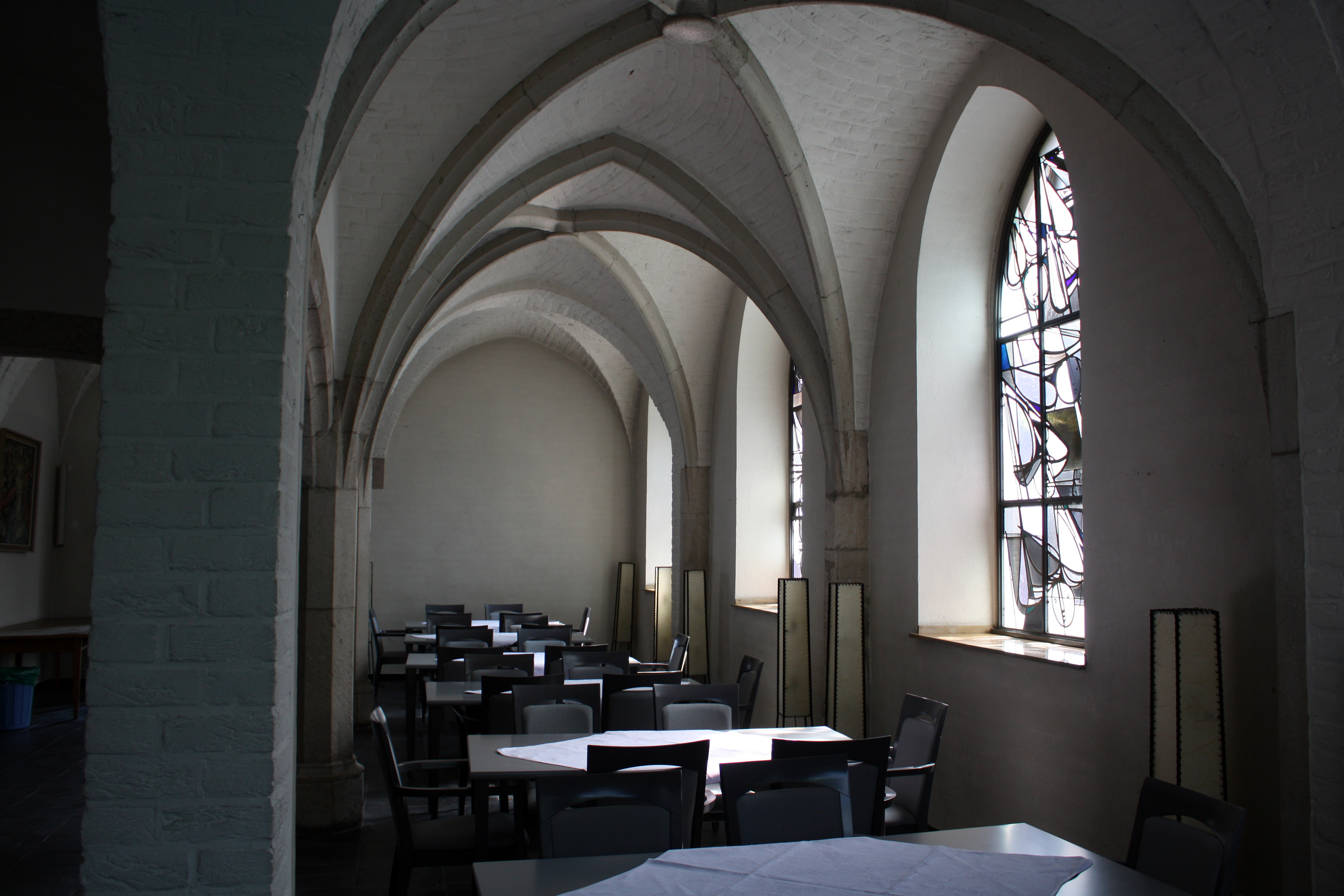
Refektorium
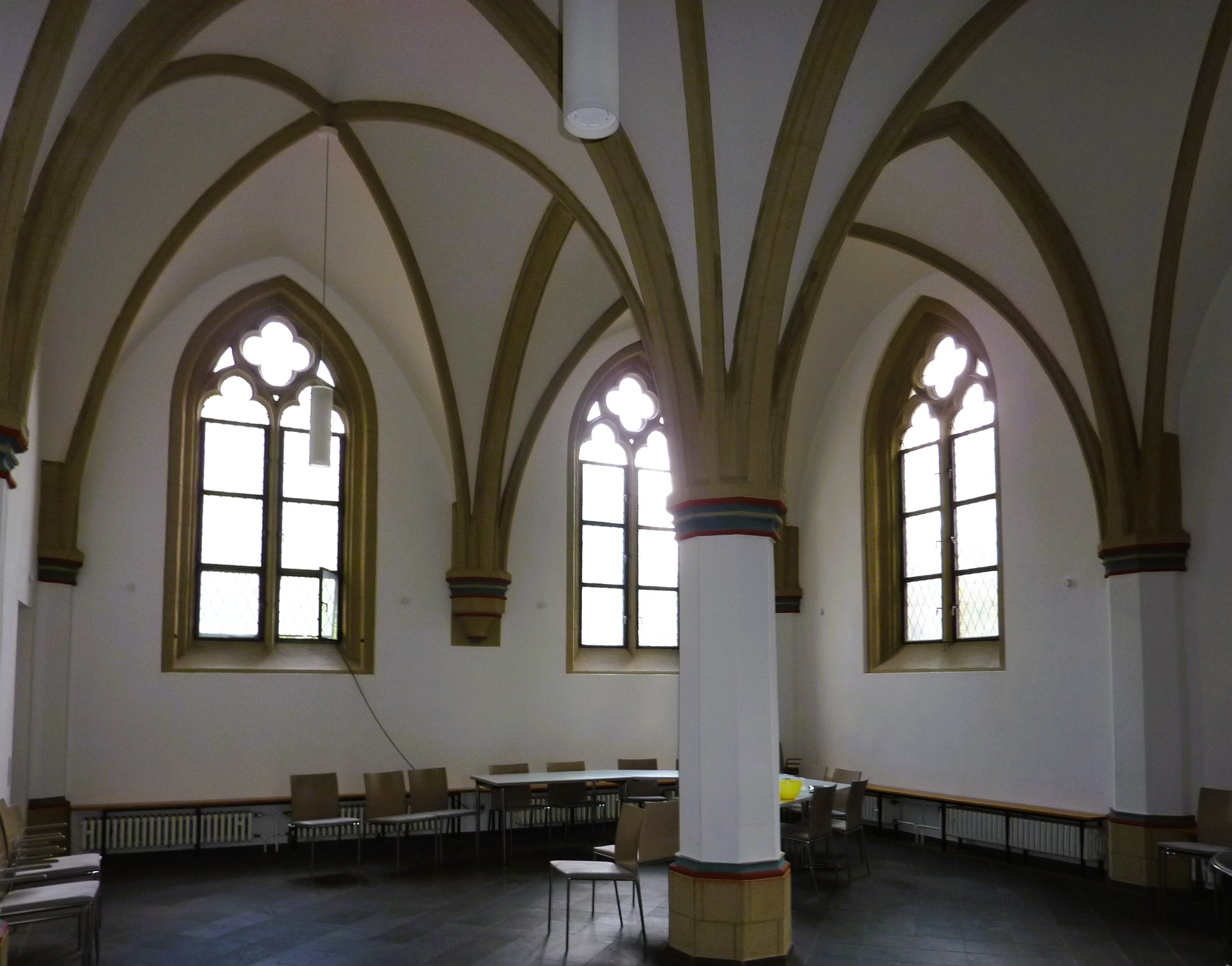
Kapitelsaal

## Kartäuserbibliothek
Die Klosterbibliothek der Kölner Kartäuser war im ausgehenden 15. Jahrhundert und lange Teile der Neuzeit die größte und gepflegteste Bibliothek Kölns. Schon bald nach der Gründung des Klosters hatte man mit ihrem Aufbau begonnen. Das besondere Interesse der Kartäuser an ihrer Bibliothek resultiert aus ihrem strengen Schweigegebot:
„Wir wünschen, daß die Bücher gewissermaßen als ewige Nahrung unserer Seelen mit großer Sorgfalt gehütet werden und daß sie mit großem Eifer hergestellt werden, damit wir das Wort Gottes, wenn schon nicht mit dem Munde, so doch mit den Händen (schreibend) verkünden“.
Ein Schwerpunkt der Kölner Kartäuser lag auf der Erhaltung der Schriften durch Abschreiben: Nachdem die Bibliothek 1451 vollständig niedergebrannt war, waren einige der Bücher nur deshalb erhalten geblieben, weil die Abschriftentätigkeit so rege war, dass Texte auch mit auf die Mönchszellen genommen worden waren. Insbesondere nach dem Klosterbrand, als der Wiederaufbau der Bibliothek höchste Priorität hatte, wurden zusätzlich Lohnschreiber eingestellt. Statt Pergament wurde Papier verwendet und auf aufwändige Illustrationen verzichtet – im Vordergrund stand das schnelle Abschreiben von Texten. Unter den ansonsten meist anonymen Kartäuserschreibern wurden Peter Kaltyseren und Heinrich von Dissen als herausragende Kopisten genannt. Im Katalog von 1748 werden 46 Handschriften von Heinrichs Hand erwähnt.
Geregelt wurde der Umgang und die Arbeit mit den Büchern nach dem Wiederaufbau des Klosters in der Bibliotheksordnung von Hugo Loher. Am 13. Januar 1538 begann dieser ein von ihm „Registrum“ genanntes Heft zu führen, das eine Art Protokoll für die Bibliothekare war. Außerdem schrieb er 1538 ein Regelwerk der Bibliothek, das von den Pflichten des Bibliothekars, über die Buchausleihe an Auswärtige und über das Verhalten in der Bibliothek („de officio librarii“, „que debeant observari in accomodatione librorum externis“, „de legibus seu moribus fratrum in libraria servandis“ und „modus recipiendi libros temporibus laborum communium“) handelt. Diese Ordnung enthält Themen wie Sauberkeit in der Bibliothek, die der Bibliothekar zu wahren habe, zuverlässiger Verleih der Bücher, über den der Bibliothekar zu wachen habe, und das Protokoll, das er führen müsse. Die Mönche hingegen durften keine Bücher weitergeben, mussten sie in den Zellen vor Rauch, Regen und Würmern schützen und außerdem sollten sie aufpassen, dass die Bücher pfleglich behandelt würden. Geregelt wurde außerdem eine Art „Inventur“, die Bibliotheksrevision, zu der alle Bücher zurückgegeben und neu ausgeliehen werden mussten. Dass auch eine rege Verleihtätigkeit stattfand, was im Registrum belegt ist, zeigt, dass auch externe Kontakte eine wichtige Rolle für den Kölner Kartäuserorden spielten, wobei eine Ausleihe für Klosterbibliotheken eher ungewöhnlich war.
Im Laufe des Bestehens der Bibliothek wurden verschiedene Bestandskataloge angefertigt. Der erste Katalog ist aus dem 16. Jahrhundert in einer Benutzungsordnung bezeugt:
Niemand lasse den Bibliothekskatalog … aufgeschlagen liegen, noch lege er ihn in der Nähe des Fensters ab.
Diese Nutzungsordnung wurde unter Prior Gerhard Kalckbrenner erlassen, der zwischen 1536 und 1566 im Kölner Kartäuserorden wirkte. Dieser Katalog ist nicht mehr erhalten.
Einsehbar ist hingegen ein Standortkatalog von 1695. Aus diesem geht hervor, dass in ungefähr 60 Jahren der Bestand der Bibliothek um von 6.600 auf ungefähr 7.800 Bücher und Handschriften gewachsen war. Außerdem lässt sich herauslesen, dass der Bestand in 14 Sachgruppen unterteilt war, wobei die Sachgruppe „Aszese und Mystik“ mit 20 Prozent der gesammelten Bände die größte Sachgruppe war. Dabei ist jedoch zu bedenken, dass sich darunter auch sehr kleinformatige Bände fanden, was in anderen Sachgruppen teilweise weniger der Fall war.

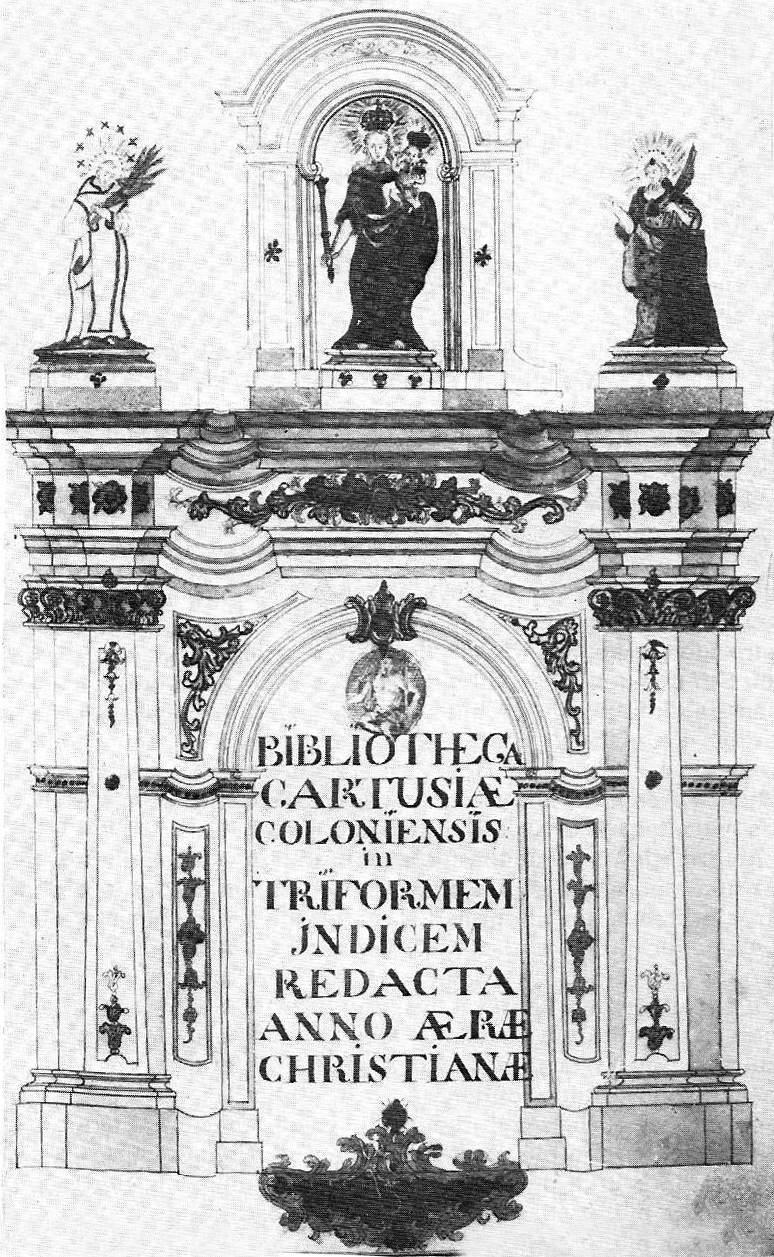
Handgemaltes Titelblatt des alphabetischen Katalogs von 1748, im Original mehrfarbig. Oben links ist der Ordensgründer St. Bruno, oben rechts die Patronin St. Barbara erkennbar.

Um Informationen über den tatsächlichen Bestand der Kartäuserbibliothek zu erhalten, ist der Katalog von 1748, der alphanumerisch nach den Vornamen der Autoren geordnet und mit einem großen Titelblatt verziert ist, einfacher zu nutzen.
Diese Kataloge, insbesondere der Katalog von 1748, belegen, dass die Kölner Kartäuser entschiedene Reformationsgegner waren: Reformatorische Schriften von Martin Luther oder Johannes Calvin waren völlig verboten, Schriften von Philipp Melanchthon oder Ulrich Zwingli fanden sich nur als Anhang zu anderen Büchern. Vertreten waren hingegen Johannes Eck, Johannes Fabri, Johannes Cochlaeus und Friedrich Nausea, alles katholische Gegner der Reformation. Allein von Eck fanden sich rund 40 Bände.
Die enge und freundschaftliche Verbindung der Kölner Kartäuser mit dem Jesuitenorden spiegelte sich auch im Bibliotheksbestand des 16. und 17. Jahrhunderts wider: Während von Theologen des Franziskaner- und Dominikanerordens nur wenige Schriften aufgenommen wurden, fanden sich in den Katalogen deutlich mehr Arbeiten jesuitischer Gelehrter wie Franz Suarez.
Auch über die Einstellung der Kartäuser zur Philosophie können Aussagen getroffen werden. Zwar wurde mit Platon und Aristoteles teilweise Öffnung für den Humanismus gezeigt, große Teile der scholastischen und die komplette nicht-scholastische Philosophie fehlen aber. Auch hatte die Philosophie 1695 keine eigene Sachgruppe, sondern war im Bereich „Sonstige Wissenschaften“ mit wenigen Werken vertreten.
Es fanden sich außerdem ernstere Werke von Cicero, Vergil und Seneca neben Komödien von Terenz und Plautus. In den Ansichten über weltliche Literatur war man sich innerhalb des Kartäuserordens nicht ganz einig: Eine Notiz im Standortkatalog besagt, ein Buch solle entfernt werden, weil es obszön sei, ein anderer Mönch tilgte diese Notiz wieder. Eine große Zahl an klassischen lateinischen Texten und Hilfsmitteln für die lateinische Sprache wie etwa Wörterbücher lässt sich mit einer Vorliebe für geschliffenen Stil erklären, den die Mönche von Autoren des klassischen Altertums abschauten. Hinweise hierfür sind etwa fortlaufende Stilglättungen in den eigenen Schriften: Man war der Auffassung, dies ebne den Weg des Gedanken zum Gebildeten.